# San Marco la Catola
San Marco la Catola er en by i Apulien, Italien med 879 (2023) indbyggere.